# Džeri Gejl
Jana Oleksandrivna Šemajeva (ukrajinsko Я́на Олекса́ндрівна Шема́єва) poklicno znan kot Džeri Gejl (ukrajinsko Дже́ррі Гейл), ukrajinska pevka, besedilopiska in YouTuberka * 21. oktober 1995.

## Zgodnja kariera
Jana se je rodila v Vasilkovu, mestu tik ob ukrajinski prestolnici Kijevu. Obiskovala je Kijevski glasbeni inštitut R. Glier in Kijevski konservatorij.

## Kariera
Jana je svoj vzdevek »Džeri Gejl« začela uporabljati pri 15 letih.
Leta 2017 je Gejl podpisala snemalno pogodbo z ukrajinsko založbo Vidlik Records. Nato je začela tesno sodelovati z založbo in z njimi posnela svoj mini album »De mii dim«, ki je kasneje izšel oktobra 2017. Leta 2018 je sodelovala v deveti sezoni X-Factor Ukrajina. Prišla je do izločilnih bojev. Po njeni tekmovanju je izdala singla »Kava« in »Postil«.
Septembra 2019 je izdala svoj debitantski studijski album »Ja, Jana«. Januarja 2020 je bilo napovedano, da bo Gejl tekmovala na Vidbirju 2020, ukrajinskem nacionalnem izboru za Pesem Evrovizije 2020. Njena pesem »Vegan« je v finalu izbora zasedla šesto mesto. Leta 2022 je ponovno sodelovala na Vidbirju s svojo pesmijo »When God Shut the Door«. Končala je na tretjem mestu.

### Pesem Evrovizije
Leta 2024 je nastopila na Vidbirju skupaj z Aljono Aljono. Njuna pesem je bila »Teresa & Maria«. Na izboru sta dne 4. februarja zmagali in postali predstavnici Ukrajine na Pesmi Evrovizije 2024. Nastopili sta v prvem polfinalu in se uvrstili v finale kjer sta zasedli 3. mesto s 453 točkami.

## Diskografija

### Studijski albumi
| Naslov            | Podrobnosti                                                                                  |
| ----------------- | -------------------------------------------------------------------------------------------- |
| Ja Jana           | - Objavljeno: 4. oktobra 2019 - Založba: Best Music - Format: digitalni prenos, pretakanje   |
| Mandarini i oleni | - Objavljeno: 17. decembra 2021 - Založba: Best Music - Format: digitalni prenos, pretakanje |

### EP
| Naslov                     | Podrobnosti                                                                                     |
| -------------------------- | ----------------------------------------------------------------------------------------------- |
| De mii dim                 | - Objavljeno: 27. oktobra 2017 - Založba: Vidlik Records - Format: digitalni prenos, pretakanje |
| Osobyste                   | - Objavljeno: 9. aprila 2021 - Založba: Vidlik Records - Format: digitalni prenos, pretakanje   |
| Dai Boh (z Aljono Aljono ) | - Objavljeno: 26. avgusta 2022 - Založba: Columbia/ENKO - Formati: digitalni prenos, pretakanje |
| Marija                     | - Objavljeno: 11. julija 2024 - Založba: Nova Music - Formati: digitalni prenos, pretakanje     |

### Pesmi
| Title                                                                              | Year | Najvišja uvrstitev na lestvicah | Najvišja uvrstitev na lestvicah | Najvišja uvrstitev na lestvicah | Najvišja uvrstitev na lestvicah | Najvišja uvrstitev na lestvicah | Najvišja uvrstitev na lestvicah | Najvišja uvrstitev na lestvicah | Najvišja uvrstitev na lestvicah | Album/EP          |
| Title                                                                              | Year | UKR                             | FIN                             | IRE                             | LTU                             | NLD                             | SWE                             | UK                              | WW Excl. US                     | Album/EP          |
| ---------------------------------------------------------------------------------- | ---- | ------------------------------- | ------------------------------- | ------------------------------- | ------------------------------- | ------------------------------- | ------------------------------- | ------------------------------- | ------------------------------- | ----------------- |
| »Okhrana otmiena«                                                                  | 2019 | —                               | —                               | —                               | —                               | —                               | —                               | —                               | —                               | Ya yana           |
| »Vilna kasa«                                                                       | 2019 | 69                              | —                               | —                               | —                               | —                               | —                               | —                               | —                               | Ya yana           |
| »Vichnist«                                                                         | 2019 | —                               | —                               | —                               | —                               | —                               | —                               | —                               | —                               |                   |
| »Vegan«                                                                            | 2020 | 186                             | —                               | —                               | —                               | —                               | —                               | —                               | —                               |                   |
| »Nebeibi«                                                                          | 2020 | —                               | —                               | —                               | —                               | —                               | —                               | —                               | —                               |                   |
| »Provinciia«                                                                       | 2020 | —                               | —                               | —                               | —                               | —                               | —                               | —                               | —                               |                   |
| »Bloher«                                                                           | 2020 | —                               | —                               | —                               | —                               | —                               | —                               | —                               | —                               |                   |
| »Bomba raketa pushka hranata«                                                      | 2020 | 14                              | —                               | —                               | —                               | —                               | —                               | —                               | —                               |                   |
| »Arifmetika kokhannia«                                                             | 2021 | —                               | —                               | —                               | —                               | —                               | —                               | —                               | —                               |                   |
| »Lullaby (Kolyskova)«                                                              | 2021 | —                               | —                               | —                               | —                               | —                               | —                               | —                               | —                               | Osobyste          |
| »Plaksa« (skupaj z Anno Trincher)                                                  | 2021 | 103                             | —                               | —                               | —                               | —                               | —                               | —                               | —                               |                   |
| »Tuk Tuk Tuk«                                                                      | 2021 | —                               | —                               | —                               | —                               | —                               | —                               | —                               | —                               |                   |
| »ZDN«                                                                              | 2021 | —                               | —                               | —                               | —                               | —                               | —                               | —                               | —                               |                   |
| »Eksa v hivevei« (skupaj z Anno Trincher)                                          | 2021 | 54                              | —                               | —                               | —                               | —                               | —                               | —                               | —                               |                   |
| »Oleni« (skupaj s Tik)                                                             | 2021 | 167                             | —                               | —                               | —                               | —                               | —                               | —                               | —                               | Mandaryny i oleni |
| »Poshta«                                                                           | 2022 | 178                             | —                               | —                               | —                               | —                               | —                               | —                               | —                               |                   |
| »Moskal nekrasivyi« (skupaj s Verko Serdučko)                                      | 2022 | 15                              | —                               | —                               | —                               | —                               | —                               | —                               | —                               |                   |
| »Razom do peremohy« (skupaj z Oljo Poljakovo in Dorofeeva)                         | 2022 | —                               | —                               | —                               | —                               | —                               | —                               | —                               | —                               |                   |
| »V pustii kimnati« (skupaj z Yaktak)                                               | 2022 | 63                              | —                               | —                               | —                               | —                               | —                               | —                               | —                               |                   |
| »Mriia«                                                                            | 2022 | 84                              | —                               | —                               | —                               | —                               | —                               | —                               | —                               |                   |
| »Kohaitesia Čornobrivi«                                                            | 2022 | —                               | —                               | —                               | —                               | —                               | —                               | —                               | —                               |                   |
| »Dushevna pa-damashniemu« (skupaj z Emdivity in Lesio Nikitiuk)                    | 2022 | —                               | —                               | —                               | —                               | —                               | —                               | —                               | —                               |                   |
| »Viter viie« (skupaj z Aljona Aljona in Gedz)                                      | 2022 | —                               | —                               | —                               | —                               | —                               | —                               | —                               | —                               | Dai Boh           |
| »Dai Boh« (skupaj z Aljona Aljona and Monika Liu)                                  | 2022 | 190                             | —                               | —                               | —                               | —                               | —                               | —                               | —                               | Dai Boh           |
| »Zozulia« (skupaj z Aljona Aljona in Ginger Mane)                                  | 2022 | —                               | —                               | —                               | —                               | —                               | —                               | —                               | —                               | Dai Boh           |
| »Nesestri« (skupaj z Mama)                                                         | 2022 | —                               | —                               | —                               | —                               | —                               | —                               | —                               | —                               |                   |
| »Tato«                                                                             | 2022 | —                               | —                               | —                               | —                               | —                               | —                               | —                               | —                               |                   |
| »Kozatskomu rodu«                                                                  | 2022 | 88                              | —                               | —                               | —                               | —                               | —                               | —                               | —                               |                   |
| »Posmakuj« (skupaj z Aljona Aljona in Trill Perm)                                  | 2022 | —                               | —                               | —                               | —                               | —                               | —                               | —                               | —                               |                   |
| »When God Shut the Door«                                                           | 2022 | —                               | —                               | —                               | —                               | —                               | —                               | —                               | —                               |                   |
| »Ekzamen« (skupaj z Aljona Aljona)                                                 | 2022 | —                               | —                               | —                               | —                               | —                               | —                               | —                               | —                               |                   |
| »Bronia« (skupaj z Ochman)                                                         | 2023 | —                               | —                               | —                               | —                               | —                               | —                               | —                               | —                               | Testament         |
| »Na nebi ni zori                                                                   | 2023 | —                               | —                               | —                               | —                               | —                               | —                               | —                               | —                               |                   |
| »Stini« (skupaj s Kaluš)                                                           | 2023 | —                               | —                               | —                               | —                               | —                               | —                               | —                               | —                               |                   |
| »Blahoslovenna zemlja«                                                             | 2023 | —                               | —                               | —                               | —                               | —                               | —                               | —                               | —                               |                   |
| »Try polosy«                                                                       | 2023 | 54                              | —                               | —                               | —                               | —                               | —                               | —                               | —                               |                   |
| »Shchedra nich« (skupaj z Aljona Aljona in Kola)                                   | 2023 | 91                              | —                               | —                               | —                               | —                               | —                               | —                               | —                               |                   |
| »Malanka"                                                                          | 2023 | —                               | —                               | —                               | —                               | —                               | —                               | —                               | —                               |                   |
| »Teresa & Maria« (skupaj z Aljona Aljona)                                          | 2024 | 1                               | 14                              | 55                              | 2                               | 68                              | 30                              | 100                             | 130                             | Maria             |
| »Podolianočka (Get Up)« (skupaj z Aljona Aljona)                                   | 2024 | —                               | —                               | —                               | —                               | —                               | —                               | —                               | —                               |                   |
| »Huby u hubakh« (skupaj z Volodomirom Dantesom)                                    | 2024 | 27                              | —                               | —                               | —                               | —                               | —                               | —                               | —                               |                   |
| »—« označuje singel, ki se ni uvrstil na lestvico ali ni bil izdan na tem ozemlju. |      |                                 |                                 |                                 |                                 |                                 |                                 |                                 |                                 |                   |